# Réaction de réarrangement
Les réactions de réarrangement (ou réactions de transposition) forment une classe de réactions organiques dans lesquelles le squelette carboné d'une molécule subit un réarrangement pour donner un isomère de constitution. La plupart du temps, une réaction de réarrangement permet de déplacer un substituant d'un atome à un autre atome de la même molécule. Par exemple, dans la figure ci-dessous, le substituant R se déplace d'un atome de carbone à l'atome de carbone voisin :

## Transposition polaire
Les transpositions polaires sont provoquées par l'existence d'un excès ou d'un défaut d'électrons sur un atome.
La plupart d'entre elles sont dues à un défaut d'électrons sur un atome de carbone.
- Réarrangement de Wagner-Meerwein
- Réarrangement de Tiffeneau-Demjanov (en)
- Réarrangement de l'acide benzilique
- Réarrangement de Favorskii

Le réarrangement de Baeyer-Villiger est dû à un défaut d'électrons sur un atome d'oxygène.
Le réarrangement de Beckmann est dû à un défaut d'électrons sur un atome d'azote.

## Réarrangements sigmatropiques
Ces transpositions sont liées à des réactions péricycliques, gouvernées par les interactions entre orbitales frontières. Il s'agit de processus concertés, gouvernés par la symétrie des orbitales.
Les réarrangements de Claisen, Cope, oxy-Cope et sigmatropiques [1,3] en font partie.